# 아이폰 16
아이폰 16 및 아이폰 16 플러스는 Apple Inc.에서 설계, 개발 및 판매하는 스마트폰이다. 이 기기는 iPhone 15 및 iPhone 15 Plus의 뒤를 잇는 18세대 iPhone이다. 이 기기는 2024년 9월 9일 캘리포니아 쿠퍼티노의 애플 파크에서 열린 애플 이벤트에서 고가의 iPhone 16 Pro 및 16 Pro Max와 함께 공개되었다. 사전 주문은 2024년 9월 13일에 시작되었다.

## 역사
유럽 연합의 모든 전자 장치가 USB-C 충전을 사용하도록 요구하는 무선 장비 지침은 2023년에 법으로 통과되었다. Apple은 규정을 준수할 것이라고 확인했으며, 그해 9월 iPhone 15에 라이트닝 포트 대신 USB-C 포트가 있다고 밝혔다. iPhone 16도 EU 법에 따라 USB-C를 사용해야 한다. 또한 인도는 2025년 3월에 시행될 유사한 USB-C 의무를 통과시켰으며, 이는 iPhone 16에 사용되는 충전 유형에도 영향을 미친다.